# Couloisy
Couloisy és un municipi francès, situat al departament de l'Oise i a la regió dels Alts de França. L'any 2007 tenia 488 habitants.

## Demografia

### Població
El 2007 la població de fet de Couloisy era de 488 persones. Hi havia 188 famílies de les quals 40 eren unipersonals (12 homes vivint sols i 28 dones vivint soles), 64 parelles sense fills, 68 parelles amb fills i 16 famílies monoparentals amb fills.
La població ha evolucionat segons el següent gràfic:
Habitants censats

### Habitatges
El 2007 hi havia 207 habitatges, 186 eren l'habitatge principal de la família, 4 eren segones residències i 17 estaven desocupats. 173 eren cases i 34 eren apartaments. Dels 186 habitatges principals, 133 estaven ocupats pels seus propietaris, 44 estaven llogats i ocupats pels llogaters i 9 estaven cedits a títol gratuït; 1 tenia una cambra, 7 en tenien dues, 35 en tenien tres, 41 en tenien quatre i 102 en tenien cinc o més. 119 habitatges disposaven pel capbaix d'una plaça de pàrquing. A 78 habitatges hi havia un automòbil i a 91 n'hi havia dos o més.

### Piràmide de població
La piràmide de població per edats i sexe el 2009 era:
| Homes | Edats   | Dones |
| ----- | ------- | ----- |
| 0     | 95 o +  | 0     |
| 0     | 90 a 94 | 4     |
| 1     | 85 a 89 | 2     |
| 1     | 80 a 84 | 2     |
| 8     | 75 a 79 | 9     |
| 9     | 70 a 74 | 12    |
| 12    | 65 a 69 | 13    |
| 13    | 60 a 64 | 9     |
| 10    | 55 a 59 | 17    |
| 21    | 50 a 54 | 20    |
| 18    | 45 a 49 | 20    |
| 14    | 40 a 44 | 16    |
| 22    | 35 a 39 | 25    |
| 24    | 30 a 34 | 18    |
| 22    | 25 a 29 | 15    |
| 18    | 20 a 24 | 17    |
| 18    | 15 a 19 | 10    |
| 17    | 10 a 14 | 20    |
| 22    | 5 a 9   | 15    |
| 13    | 0 a 4   | 21    |

## Economia
El 2007 la població en edat de treballar era de 328 persones, 227 eren actives i 101 eren inactives. De les 227 persones actives 206 estaven ocupades (113 homes i 93 dones) i 21 estaven aturades (11 homes i 10 dones). De les 101 persones inactives 29 estaven jubilades, 30 estaven estudiant i 42 estaven classificades com a «altres inactius».

### Ingressos
El 2009 a Couloisy hi havia 189 unitats fiscals que integraven 492 persones, la mediana anual d'ingressos fiscals per persona era de 17.255 €.

### Activitats econòmiques
Dels 13 establiments que hi havia el 2007, 2 eren d'empreses extractives, 6 d'empreses de construcció, 1 d'una empresa de comerç i reparació d'automòbils, 2 d'empreses de serveis, 1 d'una entitat de l'administració pública i 1 d'una empresa classificada com a «altres activitats de serveis».
Dels 7 establiments de servei als particulars que hi havia el 2009, 1 era una autoescola, 1 paleta, 1 fusteria, 1 lampisteria, 2 empreses de construcció i 1 saló de bellesa.
L'any 2000 a Couloisy hi havia 3 explotacions agrícoles.

## Equipaments sanitaris i escolars
El 2009 hi havia una escola elemental integrada dins d'un grup escolar amb les comunes properes formant una escola dispersa. Couloisy disposava d'un col·legi d'educació secundària amb 479 alumnes.

## Poblacions més properes
El següent diagrama mostra les poblacions més properes.